# Mathias Haas
Mathias Haas (24 gennaio 1962) è un ex sciatore alpino austriaco.

## Biografia
Discesista puro originario di Gerlos, in Coppa del Mondo Haas ottenne un unico piazzamento a punti, il 14 dicembre 1985 in Val Gardena (12º); in Coppa Europa nella stagione 1986-1987 fu 5º nella classifica di specialità. Non prese parte a rassegne olimpiche né ottenne piazzamenti ai Campionati mondiali.

## Palmarès

### Coppa del Mondo
- Miglior piazzamento in classifica generale: 97º nel 1986

### Coppa Europa
- Miglior piazzamento in classifica generale: 22º nel 1987

### Campionati austriaci
- 1 medaglia[1]:
  - 1 argento (discesa libera nel 1985)